# Taylor Sheridan
Taylor Sheridan (21 mei 1970) is een Amerikaanse acteur en scenarioschrijver.

## Carrière

### Als acteur
Taylor Sheridan begon in de jaren 1990 met acteren. Aan het begin van zijn carrière had hij hoofdzakelijk kleine rollen in bekende tv-series als Walker, Texas Ranger, Dr. Quinn, Medicine Woman, Star Trek: Enterprise, NYPD Blue en CSI: Crime Scene Investigation. In 2005 kreeg hij een terugkerende rol in de serie Veronica Mars. In totaal zou hij aan vijf afleveringen van de reeks meewerken.
Zijn doorbraak als acteur kwam er in 2008, toen hij politieagent David Hale mocht vertolken in Sons of Anarchy. Sheridan vertolkte het personage in 21 afleveringen.

### Als scenarist
In 2015 werd Sheridans misdaadscenario Sicario verfilmd door regisseur Denis Villeneuve. De film over een idealistische FBI-agente die probeert om een drugskartel op te rollen, zou uiteindelijk voor drie Oscars genomineerd worden. Een jaar later werd ook Sheridans misdaadscenario Hell or High Water verfilmd.

## Filmografie

### Als acteur
Selectie
- Walker, Texas Ranger (1995) (1 aflevering)
- Dr. Quinn, Medicine Woman (1997) (1 aflevering)
- Party of Five (1999) (1 aflevering)
- Time of Your Life (2000) (1 aflevering)
- V.I.P. (2001) (1 aflevering)
- Strong Medicine (2002) (1 aflevering)
- The Guardian (2003) (1 aflevering)
- Star Trek: Enterprise (2004) (1 aflevering)
- NYPD Blue (2004) (1 aflevering)
- CSI: NY (2005) (1 aflevering)
- CSI: Crime Scene Investigation (2005) (1 aflevering)
- Veronica Mars (2005–2007) (5 afleveringen)
- Sons of Anarchy (2008–2010) (21 afleveringen)
- NCIS: Los Angeles (2011) (1 aflevering)
- 12 Strong (2018)

### Als scenarist
- Sicario (2015)
- Hell or High Water (2016)
- Wind River (2017)
- Sicario: Day of the Soldado (2018)
- Yellowstone (2018–)
- 1883 (TV_series) - a Yellowstone origin story (2021-2022)
- 1923 (TV_series) (2022-2025)
- Landman (2024-2025)

### Als regisseur
- Vile (2011)
- Wind River (2017)
- Yellowstone (2018–)
- Those Who Wish Me Dead (2021)
- Tulsa King (2022)